# الحزب الشيوعي الثوري ساحل العاج
الحزب الشيوعي الثوري ساحل العاج (Parti Communiste Révolutionnaire de Côte d'Ivoire) هو حزب سياسي شيوعي في ساحل العاج.تأسس الحزب في عام 1990.
قائد الحزب هو اشي يكيسي. ينشر الحزب Révolution Prolétarienne.
المنظمة الشبابية للحزب هي الشبيبة الشيوعية ساحل العاج.